# Vladimír Vondráček
Vladimír Vondráček (* 22. Mai 1949 in Znojmo) ist ein ehemaliger tschechoslowakischer Radrennfahrer.

## Sportliche Laufbahn
Vondráček war im Straßenradsport aktiv. Er war Teilnehmer der Olympischen Sommerspiele 1976 in Montreal. Im olympischen Straßenrennen schied er aus. Im Mannschaftszeitfahren kam das tschechoslowakische Team mit Petr Bucháček, Petr Matoušek, Milan Puzrla und Vladimír Vondráček auf den 5. Platz.
1972 fuhr Vondráček die Tour de l’Avenir (14. Gesamtrang) und wurde in der Slowakei-Rundfahrt hinter Antonín Bartoníček Zweiter. 1973 fuhr er die Polen-Rundfahrt. 1974 kam er im britischen Milk Race auf den 16. Platz, 1975 wurde er Zweiter der Gesamtwertung hinter Bernt Johansson und gewann eine Etappe.
Bei den Straßenradsport-Weltmeisterschaften 1975 gewann er mit Peter Matoušek, Vlastimil Moravec und Petr Bucháček die Bronzemedaille im Mannschaftszeitfahren.